# Association for Progressive Communications
Die Association for Progressive Communications (APC) ist ein internationales Netzwerk von Organisationen, die Menschen und Gruppen durch die Bereitstellung von Kommunikations-Infrastruktur unterstützen und sich für soziale Gerechtigkeit, Frieden, Umweltschutz, Menschenrechte engagieren. APC ist eine Non-Profit-Organisation und eine der ersten Organisationen, die den Clearing-House-Mechanismus auf Internationaler Ebene anstieß. Die Hauptverwaltung und der Sitz befindet sich in Irvine (Kalifornien).
Die APC wurde 1990 gegründet. Die Gründungsorganisationen waren:
- Institute for Progressive Communications (IGC), San Francisco
- GreenNet, London
- Web Networks, Toronto, Kanada
- Pegasus, Sydney.

Die Mitglieder gehörten zu den ersten Anbietern von Onlinediensten in den entsprechenden Ländern. Zwischen 1992 und 2000 war die APC als Dienstleister für die Computerinfrastruktur für Nichtregierungsorganisationen bei großen UN-Konferenzen tätig.
In Deutschland war für das CL-Netz der Verein Comlink e. V. Partnerorganisation der APC.